# Louder (Lied)
Louder ist ein Lied des britischen Produzenten DJ Fresh gemeinsam mit Sian Evans. Es wurde erstmals am 3. Juli 2011 auf iTunes unter dem Label Ministry of Sound veröffentlicht und stieg direkt nach seiner Veröffentlichung auf Platz eins der britischen Charts. In diesen blieb es insgesamt 21 Wochen.
Teile des Liedes wurden außerdem im Intro vom Videospiel Wipeout 2048 verwendet.

## Musikvideo
Das von Ben Newman gedrehte offizielle Musikvideo zum Lied wurde erstmals am 23. Mai 2011 auf YouTube veröffentlicht. Im Video sieht man zwei junge Frauen, die auf Rollschuhen durch die Gegend fahren und Stunts vollführen. Nach einiger Zeit kommen mehr Leute, die unter anderem Stunts auf Skateboards machen, wie z. B. über jemanden mit dem Skateboard springen. Dies findet auf einem Skateboard-Park statt. Am Ende werfen alle ihre Skateboards in die Luft.

## Rezeption
Das Lied bekam in der Regel positive Kritik.

„[...]This track will be huge in clubs across the UK and the rest of Europe and will be the soundtrack to many summer parties, and all the while, the reverberating bassline, double-stop beats and Evans’ soulful voice continue to make the heavily frowned-upon commercial breed of dubstep sound like a much more exciting prospect than nearly all other attempts.“

## Kommerzieller Erfolg

### Chartplatzierungen
| ChartsChartplatzierungen     | Höchstplatzierung | Wochen |
| ---------------------------- | ----------------- | ------ |
| Vereinigtes Königreich (OCC) | 1 (21 Wo.)        | 21     |

| ChartsJahrescharts (2011)    | Platzierung |
| ---------------------------- | ----------- |
| Vereinigtes Königreich (OCC) | 25          |

### Auszeichnungen für Musikverkäufe
| Land/Region                  | Auszeichnungen für Musikverkäufe (Land/Region, Auszeichnung, Verkäufe) | Verkäufe |
| ---------------------------- | ---------------------------------------------------------------------- | -------- |
| Vereinigtes Königreich (BPI) | Silber                                                                 | 200.000  |
| Insgesamt                    | 1× Silber ·                                                            | 200.000  |